# Sawley (Derbyshire)
Pour les articles homonymes, voir Sawley.
Sawley est une paroisse civile et un village du Derbyshire, en Angleterre.